# Clavija killipii
Clavija killipii är en viveväxtart som beskrevs av B. Ståhl. Clavija killipii ingår i släktet Clavija och familjen viveväxter. Inga underarter finns listade i Catalogue of Life.